# ژراجه
ژراجه (به صربی: Žerađe) یک منطقهٔ مسکونی در صربستان است که در راشکا واقع شده‌است. ژراجه ۱۵۱ نفر جمعیت دارد.